# Emilio Gómez
Emilio Gómez (Guaiaquil, 28 de novembro de 1991) é um tenista profissional equatoriano.É filho do ex-tenista profissional Andrés Gómez, este que foi campeão do Torneio de Roland Garros em 1990 e ex-número 4 do mundo em simples e 1 nas duplas.